# 三つの時刻
「三つの時刻」（みっつのとき）は、三善晃の男声合唱組曲。作詩は丸山薫。

## 概説
早稲田大学グリークラブの委嘱により1963年（昭和38年）に作曲され、同年12月7日の同団第11回定期演奏会において初演された。指揮＝石丸寛、ピアノ＝渡辺厚。三善にとって初めての男声合唱曲であり、「けっして身裡（うち）から外へ出ることのない、抑制された感情のために響く、そんな男声のイメージを持っていた」として、混声合唱や女声合唱との響きの違いを意識している。とはいえ三善自身も「ほんとにどうやって書いていいのかわからない男声合唱曲でした。」と述べている（合唱曲を多く書いている三善であるが、男声合唱曲は数が少なく、さらに出版に至った曲となると一桁の数にとどまる）。丸山の詩を選んだのは、「高校時代の私（三善）は率直な共感を持っていた。作曲時の私はその率直さを大切にしようと心がけた。」としている。「合唱パートの書法には、その後のそれにつながるものがあり、また、ピアノ・パートは「五つの童画」のピアニズムに通じると思う」と三善は述べる。
早稲田が『三つの時刻』を委嘱した同年度に、慶應義塾ワグネル・ソサィエティー男声合唱団は間宮芳生に合唱のためのコンポジションIIIを委嘱していて、「大学の合唱団の歴史の中で画期的な年だったと、あらためて思います。性格の違うものでありながら、ともに男声合唱の新しい可能性を切り開く作品でした」と関屋晋は評している。
しかしながら、「三つの時刻」は初演後、再演の機会に全く恵まれなかった。その理由は「初演時のピアノ・パート譜が無くなってしまったため」であり（当時は合唱パートとピアノパートが別々に書かれていて、合唱団は合唱パート譜をガリ版で複写して演奏していた）、「幻の名曲」とまで呼ばれていた。その後、田中信昭が自宅に保管していた初演時のモノラルレコードを基に、小沢さち、沼尻竜典が採譜する作業を行い、最終的には三善自身が音を定着させ、「復元版」が完成した。「復元版」は1986年（昭和61年）12月6日、合唱＝法政大学アリオンコール、指揮＝田中信昭、ピアノ＝田中瑤子によって初演された。「復元版」は翌年にカワイ出版から出版されたため、ようやく他の合唱団にも再演の道が開かれた。

## 曲目
全3曲からなる。3曲全体でも6分ほどの凝縮された作品である。
1. 薔薇よ
当初はピアノとの共演の形で書き進めたのを、書き終ってからピアノパートを三善が取り払った[1][2]。無伴奏の形態で、より「抑制」を感じられる表現になっている[1]。昭和63年度全日本合唱コンクール課題曲。
2. 午後
疾走する音楽が現れる。「この曲のピアノパートは「五つの童画」のエクチュール（書法）に続いていることがはっきりしていて、この作品の重要性が刻印されています」[1]。
3. 松よ
「前2曲の情感を踏まえることがこの作品の奥行きを生むでしょう」[1]。平成28年度全日本合唱コンクール課題曲。なお、カワイ出版譜と『合唱名曲シリーズNo.45』に所収されている楽譜とで数か所音が異なるが、「合唱名曲シリーズ」の音が「正しい音」[1]とされる。

## 楽譜
1987年（昭和62年）にカワイ出版から『路標のうた』（作詩:木島始、1986年）との合冊の形で出版された。その後分冊され、2019年現在、受注生産となっている。